# Enrico il Pacifico di Brunswick-Lüneburg
Enrico di Brunswick-Lüneburg (1411 – 7 dicembre 1473) Duca di Brunswick-Lüneburg, detto il Pacifico (in latino: Henricus Pacificus), governò su entrambi i domini del Brunswick-Lüneburg.

## Biografia
Egli era figlio di Enrico di Brunswick-Lüneburg. Alla morte del padre nel 1416, Enrico e suo fratello Guglielmo ereditarono il Principato di Lüneburg, sotto la tutela del Consiglio Cittadino di Lüneburg. Quando il Ducato di Brunswick-Lüneburg venne riconosciuto nel 1428, Enrico e suo fratello divisero Lüneburg dal Principato di Brunswick, includendovi Calenberg.
Dopo che Enrico ebbe raggiunto la maggiore età, tentò di separare il proprio governo da quello del fratello. Nel 1432 occupò il castello di Wolfenbüttel, e i fratelli si accordarono sulla divisione del territorio: Enrico ricevette il Brunswick e Guglielmo il Calenberg, Everstein e Homburg.
Nel 1436 si sposò con Elena di Kleve (1423-1471), figlia di Adolfo I. Dall'unione nacque una sola figlia femmina, Margherita.
Enrico morì senza eredi legittimi nel 1473, i suoi territori vennero ereditati dal fratello Guglielmo.

## Ascendenza
|                                 |               |                                  | Genitori                         |  |  | Nonni |  |  | Bisnonni                       |  |  | Trisnonni                        |  |
|                                 |               |                                  |                                  |  |  |       |  |  | Magnus I di Brunswick-Lüneburg |  |  | Alberto II di Brunswick-Lüneburg |  |
|                                 |               |                                  |                                  |  |  |       |  |  | Magnus I di Brunswick-Lüneburg |  |  | Alberto II di Brunswick-Lüneburg |  |
|                                 |               | Rixa di Werle                    |                                  |  |  |       |  |  | Magnus I di Brunswick-Lüneburg |  |  |                                  |  |
| Magnus II di Brunswick-Lüneburg |               |                                  |                                  |  |  |       |  |  | Magnus I di Brunswick-Lüneburg |  |  |                                  |  |
|                                 |               | Sofia di Brandeburgo             | Enrico I di Brandeburgo-Stendal  |  |  |       |  |  |                                |  |  |                                  |  |
|                                 |               | Sofia di Brandeburgo             | Enrico I di Brandeburgo-Stendal  |  |  |       |  |  |                                |  |  |                                  |  |
|                                 |               | Sofia di Brandeburgo             | Agnese di Baviera                |  |  |       |  |  |                                |  |  |                                  |  |
| Enrico di Brunswick-Lüneburg    |               | Sofia di Brandeburgo             |                                  |  |  |       |  |  |                                |  |  |                                  |  |
|                                 |               | Bernardo III di Anhalt-Bernburg  | Bernardo II di Anhalt-Bernburg   |  |  |       |  |  |                                |  |  |                                  |  |
|                                 |               | Bernardo III di Anhalt-Bernburg  | Bernardo II di Anhalt-Bernburg   |  |  |       |  |  |                                |  |  |                                  |  |
|                                 |               | Bernardo III di Anhalt-Bernburg  | Elena di Rügen                   |  |  |       |  |  |                                |  |  |                                  |  |
| Caterina di Anhalt-Bernburg     |               | Bernardo III di Anhalt-Bernburg  |                                  |  |  |       |  |  |                                |  |  |                                  |  |
|                                 |               | Agnese di Sassonia-Wittenberg    | Rodolfo I di Sassonia-Wittenberg |  |  |       |  |  |                                |  |  |                                  |  |
|                                 |               | Agnese di Sassonia-Wittenberg    | Rodolfo I di Sassonia-Wittenberg |  |  |       |  |  |                                |  |  |                                  |  |
|                                 |               | Agnese di Sassonia-Wittenberg    | Jutta del Brandeburgo            |  |  |       |  |  |                                |  |  |                                  |  |
| Enrico di Brunswick-Lüneburg    |               | Agnese di Sassonia-Wittenberg    |                                  |  |  |       |  |  |                                |  |  |                                  |  |
|                                 | Luigi d'Assia | Ottone I d'Assia                 |                                  |  |  |       |  |  |                                |  |  |                                  |  |
|                                 | Luigi d'Assia | Ottone I d'Assia                 |                                  |  |  |       |  |  |                                |  |  |                                  |  |
|                                 | Luigi d'Assia | Adelaide di Ravensberg           |                                  |  |  |       |  |  |                                |  |  |                                  |  |
| Ermanno II d'Assia              | Luigi d'Assia |                                  |                                  |  |  |       |  |  |                                |  |  |                                  |  |
|                                 |               | Elisabetta di Sponheim-Kreuznach | Simone II di Sponheim-Kreuznach  |  |  |       |  |  |                                |  |  |                                  |  |
|                                 |               | Elisabetta di Sponheim-Kreuznach | Simone II di Sponheim-Kreuznach  |  |  |       |  |  |                                |  |  |                                  |  |
|                                 |               | Elisabetta di Sponheim-Kreuznach | Elisabetta di Falkenburg         |  |  |       |  |  |                                |  |  |                                  |  |
| Margherita d'Assia              |               | Elisabetta di Sponheim-Kreuznach |                                  |  |  |       |  |  |                                |  |  |                                  |  |
|                                 |               | Federico V di Norimberga         | Giovanni II di Norimberga        |  |  |       |  |  |                                |  |  |                                  |  |
|                                 |               | Federico V di Norimberga         | Giovanni II di Norimberga        |  |  |       |  |  |                                |  |  |                                  |  |
|                                 |               | Federico V di Norimberga         | Elisabetta di Henneberg          |  |  |       |  |  |                                |  |  |                                  |  |
| Margherita di Norimberga        |               | Federico V di Norimberga         |                                  |  |  |       |  |  |                                |  |  |                                  |  |
|                                 |               | Elisabetta di Meißen             | Federico II di Meißen            |  |  |       |  |  |                                |  |  |                                  |  |
|                                 |               | Elisabetta di Meißen             | Federico II di Meißen            |  |  |       |  |  |                                |  |  |                                  |  |
|                                 |               | Elisabetta di Meißen             | Matilde di Baviera               |  |  |       |  |  |                                |  |  |                                  |  |
|                                 |               | Elisabetta di Meißen             |                                  |  |  |       |  |  |                                |  |  |                                  |  |